# Dino Rađa
Dino Rađa (Spalato, 24 aprile 1967) è un ex cestista croato.
Ha militato in Europa e nell'NBA, dove ha giocato per quattro stagioni tutte con i Boston Celtics, prima di tornare nuovamente in Europa. Alto 212 centimetri, il suo ruolo naturale è stato quello di centro. Dal 2018 è fra i membri del Naismith Memorial Basketball Hall of Fame.

## Biografia
Nato nella città dalmata, sin da piccolo si avvicinò allo sport, praticando la pallamano, il nuoto e la pallanuoto, per poi iniziare a 15 anni la pallacanestro e ritrovarsi solo un anno dopo nella prima squadra della Jugoplastika.
Dino si sposò per la prima volta con Željana, con la quale ebbe un figlio di nome Duje. Nell'agosto 2001, dopo essersi separato, si sposò con Viktorija Đonlić, seconda al concorso Miss Croazia nel 1995. Con la seconda moglie ebbe due figli, Roko e Nikola.

## Carriera

### Club

#### Gli inizi e la Jugoplastika Spalato

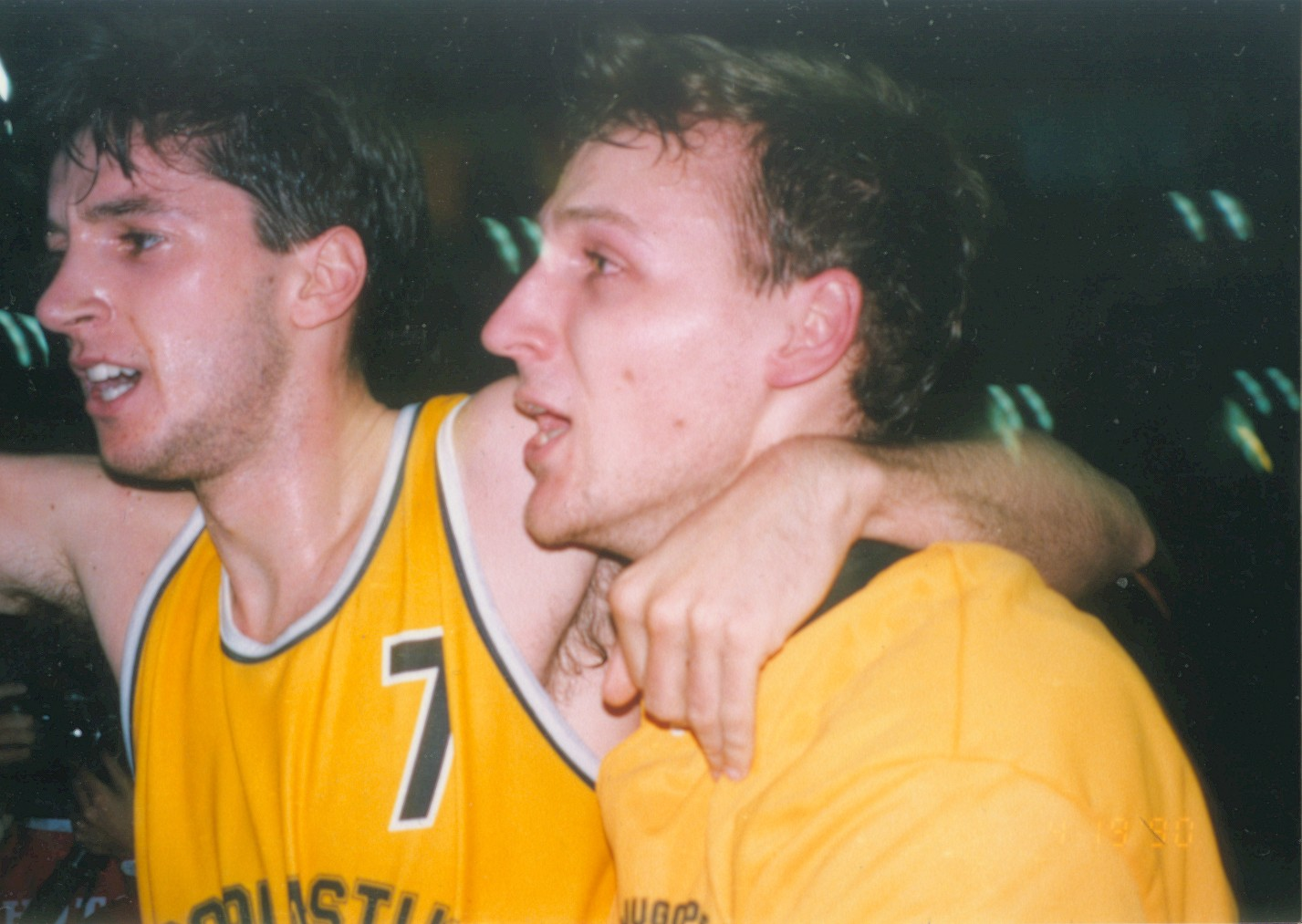
I "monelli" Toni Kukoč e Rađa alla Jugoplastika Spalato

Inizia la sua carriera con la squadra della sua città, all'epoca ancora parte della Jugoslavia, lo Jugoplastika Spalato, nella quale milita dal 1985 al 1990 e nella quale si afferma come uno dei giocatori più forti del panorama cestistico europeo, formazione con la quale vince per due volte il titolo di campione d'Europa. Suo compagno di squadra per un breve periodo è Toni Kukoč, che ritroverà in nazionale e poi, come avversario, in Italia e in NBA qualche anno dopo.
Nel 1989 viene scelto come quarantesimo al Draft NBA dai Boston Celtics, ma non viene poi effettivamente ingaggiato dalla società, in cui ritornerà quattro anni dopo.

#### Messaggero Roma
All'inizio degli anni novanta viene quindi ingaggiato da Il Messaggero Roma, che sotto la nuova gestione dei Ferruzzi ingaggia insieme a lui numerosi campioni del panorama cestistico italiano ed internazionale. La squadra, nonostante le ambizioni e l'investimento, porta a Roma solamente la seconda Coppa Korać della sua storia, nel 1991-1992, e la finale persa l'anno successivo. Nella capitale gioca 104 partite, con una media di 10,3 rimbalzi e 20,2 punti a partita.

#### Boston Celtics
Le tre stagioni nella capitale, però, lo portano sotto i riflettori e viene notato nuovamente dai Celtics, ai quali viene ceduto nel 1993. Ai Celtics gioca quattro buone stagioni, facendo valere la sua tecnica, ottima per un giocatore del suo ruolo e con il suo fisico massiccio. Nella sua prima stagione, 1993-94, finisce nel secondo quintetto ideale degli esordienti NBA. La sua decisione di lasciare la lega professionistica statunitense dopo soli quattro anni matura in seguito al fallimento delle trattative per portare Rađa ai Philadelphia 76ers in cambio di Clarence Weatherspoon; decise quindi di tornare a giocare nelle competizioni europee dalle quali aveva iniziato. In NBA ha disputato 224 gare, mantenendo una media di 8,4 rimbalzi e 16,7 punti a partita.
In seguito Rađa dichiarò che fu Rick Pitino, l'allora allenatore subentrato al posto di M.L. Carr, la causa della sua separazione precoce dai celtici.

#### Il ritorno in Europa e il ritiro
Al suo ritorno in Europa milita nelle file del Panathinaikos Atene, con la quale vince due campionati nazionali. 
Dopo una breve parentesi in patria, una sola stagione al KK Zadar condita da una finale di campionato e dalla vittoria della Coppa di Croazia, torna in Grecia in un'altra formazione di Atene, l'Olympiakos Pireo, rivale del team precedente, nella quale milita un anno solamente, prima di tornare in Croazia, al Cibona Zagabria. La sua ultima avventura cestistica fu condita dal ritorno nella squadra in cui tutto ebbe inizio, il KK Split, nella squadra spalatina terminò la carriera vincendo il primo campionato croato della storia del club, nonché il primo campionato ad essere vinto da una squadra differente rispetto alla Cibona. La finale la giocò proprio contro la squadra di Zagabria, a fine partita Rađa celebrò la vittoria del titolo fumando un sigaro nell'arena dedicata allo storico compagno e amico Petrović.
Nell'estate 2005 il Real Madrid ha provato a contattare il trentottenne Dino Rađa per offrirgli un contratto, insieme al trentasettenne Toni Kukoč, suo ex-compagno ed amico. L'operazione era stata fortemente voluta dal tecnico del team Božidar Maljković, montenegrino, che aveva già allenato per due anni Rađa a inizio carriera a Spalato. Il giocatore, inizialmente dichiaratosi desideroso di giocare per la prima volta in Spagna in una squadra importante, ha poi rifiutato l'offerta.

### Nazionale

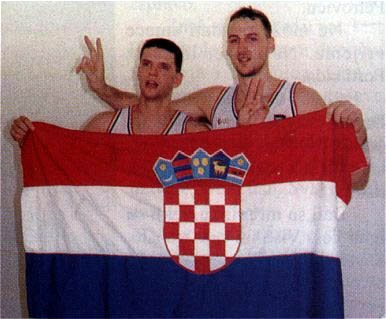
Dražen Petrović e Rađa

Rađa ha vinto con  la Jugoslavia due campionati europei consecutivi, nel 1989 e 1991; ha inoltre partecipato tre volte alle Olimpiadi. A Seoul 1988 fece parte della Jugoslavia, che finì seconda alle spalle dell'Unione Sovietica, mentre quattro anni dopo, a Barcellona 1992, questa volta come membro della neonata Croazia, conquistò una seconda medaglia d'argento, perdendo la finale contro gli Stati Uniti, in versione Dream Team. Ad Atlanta 1996, infine, si dovette accontentare del settimo posto finale.
In carriera ha partecipato solo ad un mondiale, vestendo la maglia dei kockasti ed ottenendo un bronzo a Canada 1994. Sempre con la Croazia ha ottenuto un argento ai Giochi del Mediterraneo, dopo aver perso in finale contro l'Italia.

## Statistiche

### NBA

#### Regular season
| Anno      | Squadra        | PG  | PT  | MP   | TC%  | 3P% | TL%  | RP  | AP  | PRP | SP  | PP   |
| --------- | -------------- | --- | --- | ---- | ---- | --- | ---- | --- | --- | --- | --- | ---- |
| 1993-1994 | Boston Celtics | 80  | 47  | 28,8 | 52,1 | 0,0 | 75,1 | 7,2 | 1,4 | 0,9 | 0,8 | 15,1 |
| 1994-1995 | Boston Celtics | 66  | 48  | 32,5 | 49,0 | 0,0 | 75,9 | 8,7 | 1,7 | 0,9 | 1,3 | 17,2 |
| 1995-1996 | Boston Celtics | 53  | 52  | 37,4 | 50,0 | -   | 69,5 | 9,8 | 1,6 | 0,9 | 1,5 | 19,7 |
| 1996-1997 | Boston Celtics | 25  | 25  | 35,0 | 44,0 | 0,0 | 71,8 | 8,4 | 1,9 | 0,9 | 1,9 | 14,0 |
| Carriera  | Carriera       | 224 | 172 | 32,6 | 49,7 | 0,0 | 73,5 | 8,4 | 1,6 | 0,9 | 1,3 | 16,7 |

#### Play-off
| Anno     | Squadra        | PG | PT | MP   | TC%  | 3P% | TL%  | RP  | AP  | PRP | SP  | PP   |
| -------- | -------------- | -- | -- | ---- | ---- | --- | ---- | --- | --- | --- | --- | ---- |
| 1995     | Boston Celtics | 4  | 3  | 38,3 | 40,0 | -   | 71,4 | 7,0 | 2,3 | 1,0 | 1,3 | 15,0 |
| Carriera | Carriera       | 4  | 3  | 38,3 | 40,0 | -   | 71,4 | 7,0 | 2,3 | 1,0 | 1,3 | 15,0 |

## Palmarès

### Club

#### Competizioni nazionali
- YUBA liga: 3

Spalato: 1987-88, 1988-89, 1989-90
- Campionato greco: 2

Panathinaikos: 1997-98, 1998-99
- Coppa di Jugoslavia: 1

Spalato: 1990
- Campionato croato: 1

Spalato: 2002-03
- Coppa di Croazia: 2

Zara: 2000
Cibona Zagabria: 2002

#### Competizioni internazionali
- Coppa dei Campioni: 2

Spalato: 1988-89 1989-90
- Coppa Korać: 1

Virtus Roma: 1991-92

### Nazionale
- Medaglia d'argento alla XXIV Olimpiade (Seoul 1988)
- Medaglia d'argento alla XXV Olimpiade (Barcellona 1992)
- Medaglia d'oro al Campionato europeo maschile di pallacanestro 1989
- Medaglia d'oro al Campionato europeo maschile di pallacanestro 1991

### Individuale
- FIBA EuroBasket All-Tournament Teams: 1

1989
- A1 Ethniki MVP finali: 1

Panathīnaïkos: 1997-1998
- Euroleague Final Four MVP: 1

Jugoplastika: 1988-1989
- FIBA World Cup All-Tournament Teams: 1

1994
- NBA All-Rookie Second Team (1994)
- Premio nazionale per lo sport "Franjo Bučar": 2003